# Chiquimulilla
Chiquimulilla è un comune del Guatemala facente parte del dipartimento di Santa Rosa.
Il comune venne istituito il 29 ottobre 1825 con il nome di "Santa Cruz Chiquimulilla", ma venne soppresso il 1º ottobre 1883. Il comune venne nuovamente e definitivamente istituito il 4 gennaio 1887.